# Storklinta
Storklinta Skidcenter är en skidanläggning 13 km nordost om samhället Jörn. Anläggningen har ett gynnsamt läge ur snösynpunkt och brukar ha premiär före jul. Storklinta har tre liftar och fem nedfarter. Där finns även längdskidspår 2,5 och 5 km. SK Järven ordnar med jämna mellanrum längdskidtävlingar. 

## Historia
Storklinta startades på initiativ av byborna i Jörn som en ideell förening 1982. Byggnationen bekostas av Skellefteå kommun och lokala företagare. Driften sköttes ideellt. År 2007 tog piteåföretaget Skireca över driften och 2010 lades Storklinta ut till försäljning. År 2013 köptes Storklinta av paret Daniel Pettersson och Jenny Bergqvist. Örjan Berglund klev i som hälftenägare av verksamheten 2017. Företaget bakom Storklinta begärdes i konkurs 2023. Orsakerna till konkursen sades vara kraftigt ökade elpriser i kombination med uteblivna besökare som en följd av nedskärningarna under Covid-19-pandemin i Sverige. Efter konkursen meddelades att Örjan Berglund köpt Storklinta samt den tillhörande satsningen på Jörn experience hotell.